# REC 2
REC 2 (REC 2: Possuídos no Brasil) é a continuação do filme espanhol REC de 2007. Escrito e dirigido por Jaume Balagueró e Paco Plaza, mesmos autores do filme anterior. A história acontece minutos depois da história do primeiro filme, e Filmax Internacional descreveu o filme com "o mesmo conceito claustrofóbico" de REC, mas "com novos meios de transferir o medo da tela para o telespectador."

## Sinopse
Quinze minutos após os acontecimentos do primeiro filme REC 1, um grupo especial de operações é enviado ao prédio lacrado na cidade de Barcelona onde dezenas de pessoas foram violentamente infectadas. Junto com o grupo, está um médico que pretende colher amostras do frasco Me-Dei-Ros originado da criatura demoníaca de mesmo nome, para desenvolver uma vacina para a terrível doença. Ao adentrarem, encontram o local aparentemente vazio, mas à medida que sobem as escadas, as piores situações começam a acontecer. Até que descobrem que o médico é, na verdade um padre, vindo do Vaticano, enviado para colher uma amostra do sangue da Menina Medeiros que havia sido levada para o condomínio, dando início à infecção. Enquanto um a um, todos começam a ser infectados, um terrível segredo demoníaco envolvendo o vírus é revelado.

## Enredo
O padre Owen é enviado pelo Vaticano para desvendar o mistério da menina Medeiros, e disfarçado de agente de saúde, leva quatro homens da equipe da SWAT para dentro do prédio para obter a amostra de sangue da garota e produzir um antídoto contra o vírus demoníaco que se alastra no edifício. Após ouvirem um barulho, eles são atacados pela sra. Izquierdo, que morde um dos oficiais. Owen o bloqueia dentro de uma sala com um crucifixo, e revela-se padre aos outros membros, revelando também, que o policial infectado foi possuído pelo mal originado pela menina Medeiros, e que o Vaticano o enviou para impedir que isso se alastrasse, e que além disso, eles deixarão o prédio apenas sob seu comando de voz, que só será dado após ele conseguir o sangue da menina. O grupo é atacado pela garotinha Jennifer, e Owen, sabendo que o demônio canaliza e fala através de outras pessoas, tenta arrancar informações dela, mas um policial amedrontado a mata. Owen se irrita, porém conclui que eles devem fazer uma busca na cobertura do prédio. Ao encontrarem um sótão, um dos policiais sobe em um duto e encontra o sangue em um refrigerador, quando é perseguido por crianças infectadas, mas consegue se livrar delas e entrega o sangue para Owen, que diz que ainda terá de comprovar se é o original. Ele espalha um pouco do sangue em uma vasilha e se aproxima com uma cruz. O sangue pega fogo, indicando que se trata do verdadeiro, mas a ampola também incendeia e um policial a solta deixando-a cair. Os oficiais ficam extremamente irritados querendo deixar o prédio após o padre dizer que agora terá que pegar uma amostra original da menina Medeiros.
Enquanto isso, do lado de fora, três adolescentes, após uma brincadeira, seguem um bombeiro e um homem que conseguiram entrar no prédio através do sistema de esgoto para resgatar seu amigo e a filha do homem, Jennifer. Os policiais seguem os jovens e bloqueiam o esgoto, deixando-os presos dentro do prédio. Eles vão para o apartamento do homem, que é atacado por sua esposa infectada. O bombeiro a mata, e o homem, já infectado, sobe as escadas desesperadamente atrás de sua filha, quando se depara com Owen e os oficiais da SWAT, que não hesitam em atirar, empurrando o homem pelo vão da escadaria. No mesmo instante, a equipe avista os adolescentes, que fogem, juntamente com o bombeiro, entrando em um apartamento que está aberto. O grupo é atraído pela voz de uma criança, abrindo a porta do cômodo anteriormente trancada por Owen, libertando o policial infectado, que os ataca. O bombeiro é infectado e morto pela adolescente, mas não antes de infectar seu irmão. A equipe da SWAT chega ao apartamento encontrando os adolescentes, quando são surpreendidos por Ángela Vidal, a repórter desaparecida. Vendo que o garoto foi infectado, Owen pergunta onde está a verdadeira menina Medeiros. O infectado revela que ela está no lugar mais alto, e Owen conclui que ela ainda está na cobertura, mas que não pode andar na luz. A equipe prende os adolescentes em um quarto, e sabendo que a jornalista não se feriu e que pode ajudar, pedem sua ajuda, pois ela continua com a câmera. Eles retornam para a cobertura e ligam a visão noturna da câmera de Ángela. Um dos oficiais avista uma porta que só é vista no escuro; eles entram e encontram um tanque que também só é visto no escuro. O policial chefe se aproxima do tanque e algo o puxa para dentro. A equipe fica desesperada ao encontrar a menina Medeiros, e Ángela pede para que todos se acalmem, apaguem as luzes e fiquem imóveis, pois assim ela não os verá. O comunicador de Owen é ativado, pedindo reconhecimento de voz e atraindo a atenção da menina Medeiros, que ataca o policial cinegrafista. Ángela aponta uma arma para a garota, com Owen implorando para ela não atirar. A repórter não lhe dá ouvidos e a mata mesmo assim. Já estressada, ela insiste que Owen ative o reconhecimento de voz, matando o policial que tenta acalma-la, pedindo para ela não atirar no padre, pois precisam dele para sair do prédio. Owen se recusa a ativar o reconhecimento e Ángela o agride brutalmente. Ángela se aproxima de Owen atirado no chão, ri e diz que ele já deveria ter desistido, concluindo que ela também foi possuída pela menina Medeiros. Ela pega o comunicador no colete de Owen e imita a sua voz, dizendo que apenas uma mulher sairá de lá, pois ele está infectado e ficará para trás. A voz do outro lado do comunicador pergunta como a mulher conseguiu sobreviver, e em um flashback é mostrado que Ángela, ao ser puxada brutalmente pela menina Medeiros, a mesma "vomita" uma criatura semelhante a um verme em sua boca, onde ela acaba por se tornar a nova menina Medeiros.

## Elenco
- Manuela Velasco é Ángela Vidal
- Pablo Rosso é Rosso
- Àlex Batllori é Ori
- Andrea Ros é Mire
- Pau Poch é Tito
- Juli Fàbregas é Bombeiro
- Ana Isabel Velásquez é Garota Colombiana
- Jonathan Mellor é Dr Owen
- Óscar Zafra é Jefe
- Claudia Font é Jennifer
- Ariel Casas é Larra
- Ferran Terraza é Manu
- Alejandro Casaseca é Martos
- Carlos Olalla é Ministro de Saúde
- Javier Botet é Menina Medeiros
- Nico Baixas é Menina Medeiros
- Pep Molina é Pai de Jennifer
- Raul Moya Juarez é Peatón
- David Vert é Álex

## Recepção
No site agregador de críticas Rotten Tomatoes, 71% das 68 resenhas dos críticos são positivas. O consenso diz: "Falta-lhe o choque surpreendente do primeiro filme, mas (...) quase mantém ritmo de refrigeração do original - e prova nem todas as sequências de terror foram feitos iguais."